# Marlin Stutzman
Marlin Stutzman, född 31 augusti 1976 i Sturgis i Michigan, är en amerikansk republikansk politiker. Han representerade Indianas 3:e distrikt i USA:s representanthus mellan 2010 och 2017.
Stutzman studerade vid Tri-State University (numera Trine University) i Angola i Indiana. Därefter var han verksam som affärsman och som jordbrukare. Han var ledamot av Indianas senat 2009–2010 innan han fyllnadsvaldes till USA:s representanthus efter Mark Souders avgång. Bara fem veckor innan Stutzman nominerades som kandidat i fyllnadsvalet hade han förlorat i republikanernas primärval inför senatsvalet 2010. Hans plats i representanthuset efterföljdes av Jim Banks.